# نورمان ستريت
نورمان ستريت (بالإنجليزية: Norman Street)‏ (13 أغسطس 1881 - 10 أغسطس 1915) هو لاعب كريكت بريطاني (وحمل سابقاً جنسية المملكة المتحدة لبريطانيا العظمى وأيرلندا).